# Hintere Lindau

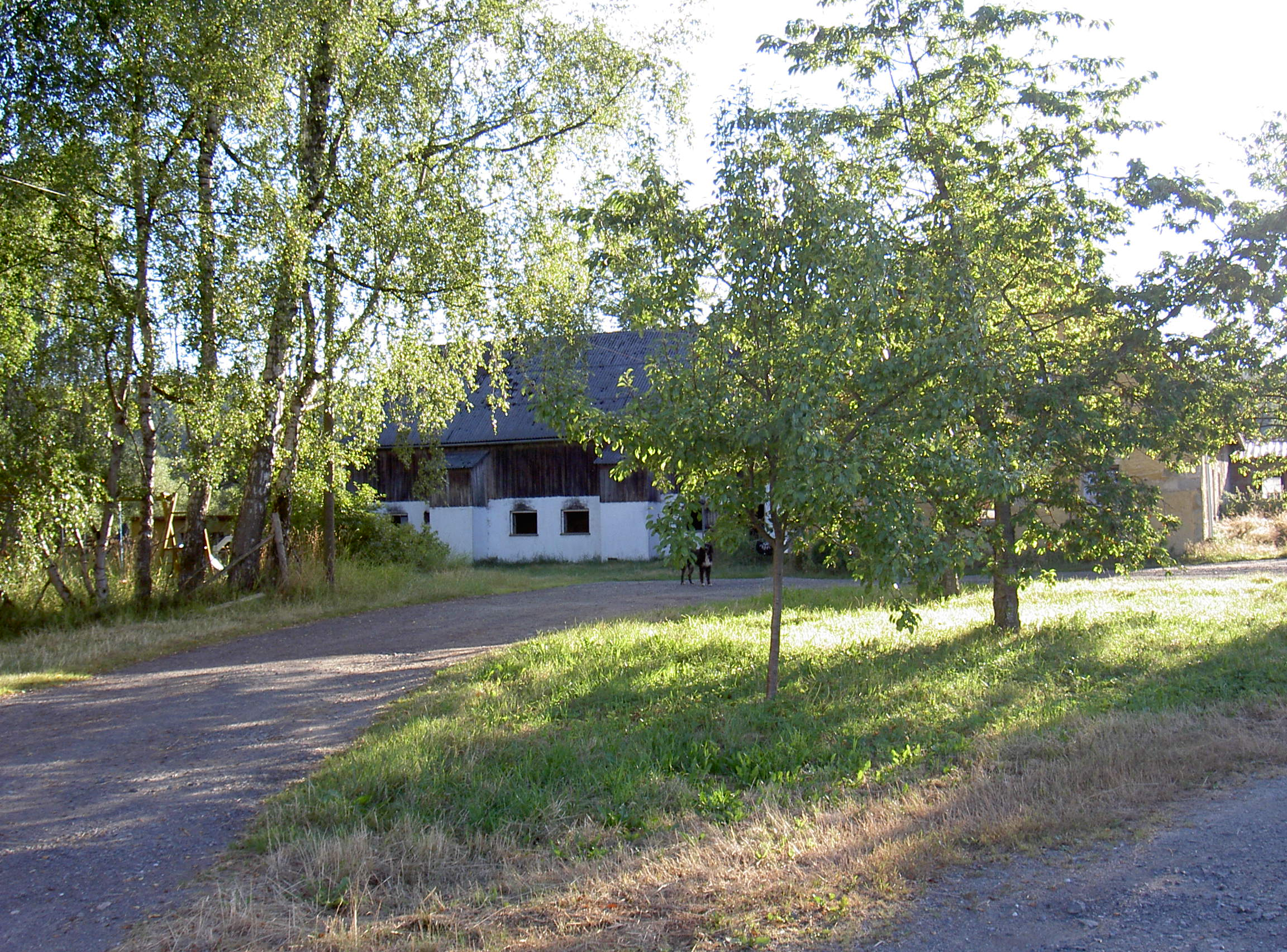
Hintere Lindau Bauernhof

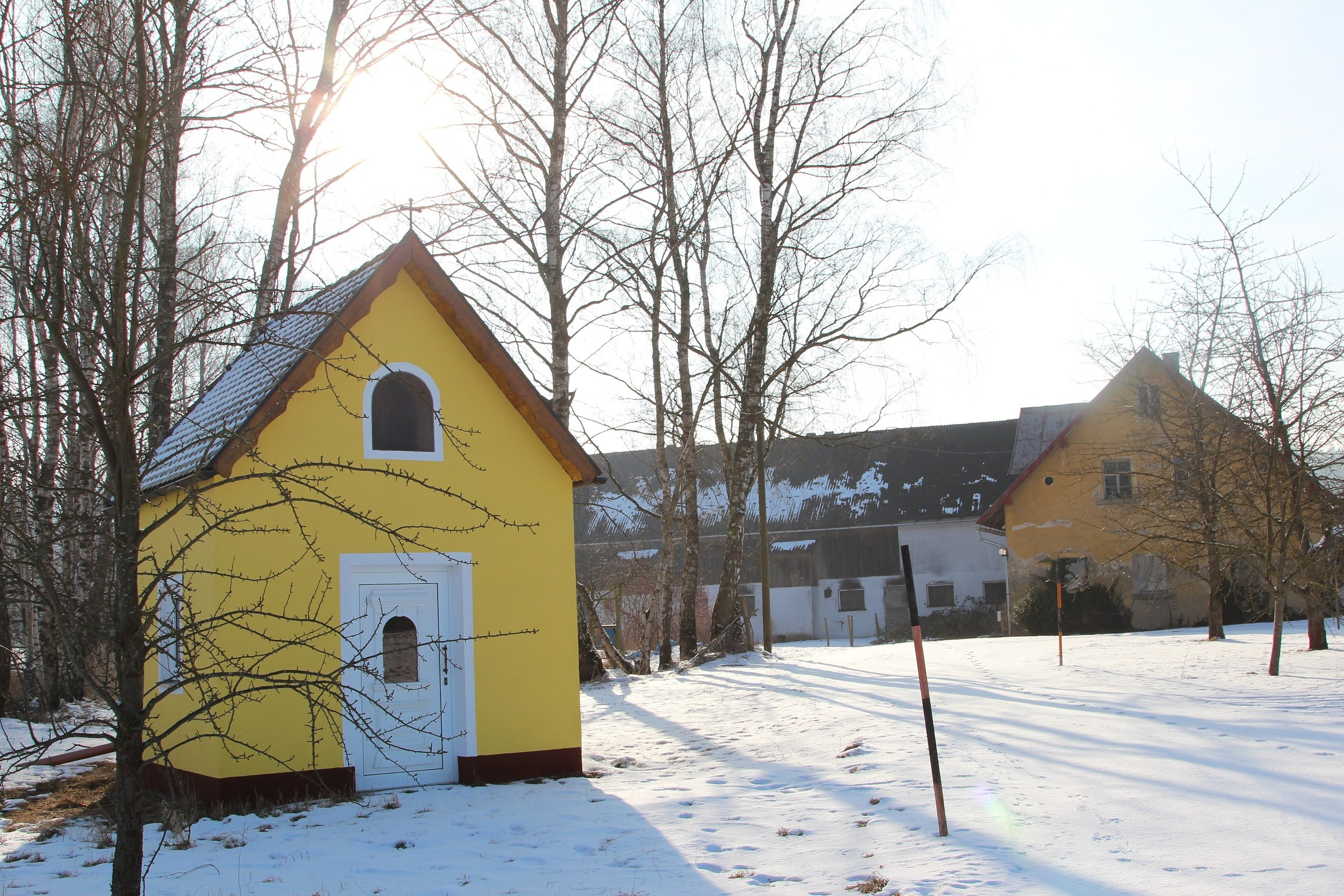
Hintere Lindau Kapelle

Hintere Lindau ist ein Ortsteil der Stadt Schönsee im Oberpfälzer Landkreis Schwandorf in Bayern.

## Geographische Lage
Die Häuser der Hinteren Lindau liegen vereinzelt und sehr weit verstreut an den Hängen des Mierbachtales zwischen dem Lindauer Berg und den östlichen Ausläufern des Stückberg-Massivs in Richtung Eslarn. Sprachlich wird unterschieden zwischen „Lindau“, das sind die mehr westlich gelegenen Häuser, „Vordere Lindau“, das sind die mehr südlich und östlich gelegenen Häuser, und „Hintere Lindau“, das sind die mehr nördlich, Richtung Eslarn gelegenen Häuser. Die Hintere Lindau wird von der Verwaltungsgemeinschaft Schönsee als eigener Gemeindeteil betrachtet, während Vordere Lindau und Lindau zum Gemeindeteil Lindau zusammengefasst werden. Der Mierbach entspringt in Laub, fließt aber nicht, wie alle anderen Gewässer dieser Gegend nach Südosten der Ascha zu, sondern wendet sich nach Norden, vereinigt sich mit dem Polsterbach zum Fahrbach, der nach dem Durchfluss des Eisendorfer Stausees Natschbach heißt und schließlich bei der Pfrentschwiese in die Pfreimd mündet, die dort noch „Katharinabach“ heißt.